# Sophie Lange
Sophie Lange (* 26. Februar 1936 in Aachen; † 28. Februar 2023 in Mechernich) war eine deutsche Autorin und Heimatkundlerin, die sich mit Brauchtum und Geschichte der Eifel – insbesondere der Frauengeschichte – sowie vergessenen Schriftstellerinnen dieses Landstrichs befasste.

## Leben
Sophie Lange wuchs als zweites von fünf Kindern der Eheleute Franz und Maria Roosen auf einem Bauernhof in Beggendorf auf. Nach dem Krieg absolvierte sie eine Lehre im Bankwesen in Geilenkirchen. 1962 heiratete sie den Bankkaufmann Willibald Lange und zog mit ihm berufsbedingt in die Eifel. Das Ehepaar hatte drei Kinder.
Seit den 1970er Jahren beschäftigte sich Sophie Lange zunehmend mit der Eifler Geschichte, mit Brauchtum, Sagengut und mit Kochrezepten dieses Gebietes sowie mit vergessenen Schriftstellerinnen des 20. Jahrhunderts aus der Eifel. Ihre Erkenntnisse publizierte sie in Monographien, Zeitungen und Zeitschriften sowie insbesondere in Kreisjahrbüchern ihrer Eifelregion, so dem Jahrbuch des Monschauer Landes, dem des Kreises Euskirchen und des Kreises Bitburg-Prüm. Ihr erstes Buch, Küche, Kinder, Kirche – Aus dem Leben der Frauen in der Eifel, erschien 1992. Andere Werke folgten, darunter ihre viel beachtete Forschungsarbeit über den Matronenkult, Wo Göttinnen das Land beschützten – Matronen und ihre Kultplätze zwischen Eifel und Rhein.
Unter dem Pseudonym Rochus verfasste Lange mit spitzer Feder zahlreiche Kolumnen für die Kölnische Rundschau, in denen es um Mythen und Geschichten der Eifel ging oder die vom Dorfleben und familiären Beziehungen handelten.
Besonders schätzte Lange die Schriftstellerin Clara Viebig, über die sie zahlreiche Beiträge veröffentlichte und von der sie ein Leben lang inspiriert war. Sophie Langes Wertschätzung manifestiert sich insbesondere in ihrem Roman Weiberdorf 2000, mit dem sie auf Clara Viebigs Skandalroman Das Weiberdorf von 1900 Bezug nimmt.

## Veröffentlichungen (Auswahl)
- Küche, Kinder Kirche – Aus dem Leben der Frauen in der Eifel. Aachen: Helios 1992, ISBN 3-925087-48-6
- Wo Göttinnen das Land beschützten – Matronen und ihre Kultplätze zwischen Eifel und Rhein. 1. Aufl.: Sonsbeck: Hinz 1994; 2. Aufl.: Bad Münstereifel: Ed. Nebenan 1995; 3. Aufl.: Bad Münstereifel: Ed. Nebenan 1997; erweiterte und verbesserte Neuauflage: Daun: Eifelbildverlag 2021, ISBN 978-3-946328-70-4
- Alt-Eifler Küche, Band 1, Aachen: Helios 1995
- Alt-Eifler Küche, Band 2, Aachen: Helios 1995, ISBN 978-3-925087-60-8
- Als feines Fräulein hinterm Pflug: Das außergewöhnliche Leben der Else Pfefferkorn in der Eifel, Aachen: Helios 1996
- Steht die Sonne auf Stippen… Eifeler Bauernregeln und volkskundlicher Wetterglauben, Aachen: Helios 1997
- Das hohe Ansehen des Matronenkults zur Römerzeit, in: Völger, Gisela (Hrsg.): Sie und er. Frauenmacht und Mäbnnerherrschaft im Kulturvergleich, Köln: Rautenstrauch-Joest-Museum für Völkerkunde 1997 (147–152)
- (Hrsg.) Die Jahreszeiten. Eine literarische Reise durch die Eifel, Aachen: Helios 1998
- Weiberdorf 2000 – Hundert Jahre Frauenleben in der Eifel, Briedel/Mosel Rhein-Mosel-Verlag 1999, ISBN 978-3-929745-63-4
- (mit Birgit Erlenbruch): Matronis. Visionen zu einem regionalen Göttinnenkult. Ein Kunstprojekt auf historischen Pfaden (Publikation zur Ausstellung im Propstei-Museum Zülpich), Köln: Museum Zülpich 2001